# لینکلن (ویرجینیای غربی)
لینکلن (به انگلیسی: Lincoln) یک منطقهٔ مسکونی در ایالات متحده آمریکا است که در شهرستان کاناوا، ویرجینیای غربی واقع شده‌است. لینکلن ۱۸۲٫۸۸ متر بالاتر از سطح دریا واقع شده‌است.